# Phaius pulchellus
Phaius pulchellus Kraenzl., 1882 è una pianta della famiglia delle Orchidacee, endemica del Madagascar e delle isole Mascarene.